# Bonfire (Felix Jaehn)
Bonfire è un singolo del DJ tedesco Felix Jaehn, pubblicato il 15 luglio 2016 come quinto estratto dal primo album in studio I.
Il brano vede la partecipazione della cantante finlandese Alma.

## Video musicale
Il video musicale è stato reso disponibile il 18 agosto 2016.

## Tracce
Testi e musiche di Felix Jaehn, Alma-Sofia Miettinen, Joe Walter e Pascal Reinhardt, eccetto dove indicato.
Download digitale
1. Bonfire (feat. Alma) – 3:03

Download digitale – Chris Lake Remix
1. Bonfire (feat. Alma) (Chris Lake Remix) – 3:26

Download digitale – Curbi Remix
1. Bonfire (feat. Alma) (Curbi Remix) – 4:28

CD singolo (Germania, Austria e Svizzera)
1. Bonfire (feat. Alma) – 3:05
2. Cut the Cord (vs. Hitimpulse) – 3:03 (Felix Jaehn, Patrik Olsson, Simone Porter, Aiko Rohd, Hitimpulse)

## Formazione
Musicisti
- Alma – voce
- Vincent Kottkamp – basso

Produzione
- Felix Jaehn – produzione
- Hitimpulse – produzione, missaggio
- Lex Barkey – mastering

## Classifiche

### Classifiche settimanali
| Classifica (2016) | Posizione massima |
| ----------------- | ----------------- |
| Austria           | 9                 |
| Belgio (Vallonia) | 76                |
| Finlandia         | 14                |
| Francia           | 120               |
| Germania          | 3                 |
| Lussemburgo       | 6                 |
| Paesi Bassi       | 99                |
| Polonia           | 14                |
| Russia            | 4                 |
| Svezia            | 62                |
| Svizzera          | 39                |
| Ucraina           | 62                |

### Classifiche di fine anno
| Classifica (2016) | Posizione |
| ----------------- | --------- |
| Austria           | 45        |
| Germania          | 23        |
| Russia            | 97        |
| Classifica (2017) | Posizione |
| Russia            | 107       |